# 청원초등학교 (서울)
청원초등학교(靑園初等學校)는 대한민국 서울특별시 노원구에 있는 사립 초등학교이다.

## 학교 연혁
- 1952.03.05 고려 영수 학관인가를 얻어 학관장에 설립자 이인근 선생님 취임.
- 1955.03.17 정관을 변경하여 고흥학원 설립인가를 얻음.
- 1965.11.23 정관을 변경하여 풍인국민학교 경영인가를 얻음.
- 1965.12.20 풍인국민학교 초대 교장에 설립자 이인근 선생님 취임.
- 1969.02.03 풍인국민학교 제1회 졸업생 배출. (104명)
- 1972.04.21 학교법인 고흥학원 정관을 변경하여 청원학당으로 명칭 변경인가를 얻음.
- 1988.11.15 용두동 교사에서 상계동 현 위치의 신축 교사로 이전.
- 1988.11.28 학교 설립 위치 및 명칭 변경 인가를 받아 청원국민학교로 교명 변경.
- 1993.07.20 서울시 교직원배구대회 우승.
- 1995.09.19 제9회 북부종합학예발표회 음악 최우수교로 표창을 받음.
- 1996.03.01 청원국민학교에서 청원초등학교로 교명 변경.
- 2000.09.30 제37회 전국아동음악경연대회 오케스트라 합주부문 2연패.
- 2000.10.20 서울북부교육청동아리한마당 최우수교 표창을 받음. (오케스트라, 사물놀이부, 째즈발레부)
- 2001.10.30 서울시초등학교 야구추계리그전 3위 입상.
- 2001.11.03 서울 학생동아리한마당 사물놀이부문 최우수교 표창을 받음.
- 2001.09.20 서울시장기 아이스하키 대회 3위 입상.
- 2002.05.10 청원학당 창립 50주년을 맞음.
- 2003.03.03 제7대 박득길 교장 취임.
- 2003.06.13 서울시교직원체육대회 배구부문 북부교육청대회 우승.
- 2005.07.06 서울시 교직원 체육대회 배구부문 준우승.
- 2006.03.03 제8대 임무영 교장 취임.
- 2006.03.06 신입생 영어 역점 학년 최초 운영.
- 2006.09.21 제 1회 취학대상어린이 영어말하기 대회 개최.
- 2007.12.28 서울특별시 북부교육청 선정 영어교육 우수학교 표창
- 2008.01.07 청원 English Winter Camp 첫 실시.
- 2010.03.02 제9대 곽승식 교장 취임
- 2011.05.27 English Day, 첫 실시(song&chant, 영어골든벨 대회)
- 2011.07.24 - 8. 22 제4회 뉴질랜드 자매학교 스쿨링 실시(4주)
- 2011.12.02 국가수준학업성취도평가’ 전국 1위
- 2012.03.05 청원초등학교 인성교육 프로그램으로 ‘고전읽기’시작
- 2012.06.08 1학년 입학 100일 잔치 첫 실시
- 2012.09.14 청원 Essay Contest 첫 실시
- 2012.11.30 ‘국가수준학업성취도평가’ 2년 연속 전국 1위
- 2013.03.04 학교플래너(알림장) 「비행기」제작
- 2013.03.25~28 3~6학년 어린이 대상, 비전,진로 코칭 교육
- 2013.05.03 ‘비전선포식’ 거행. 『타임캡슐에 제1호 비전선언문 보관』
- 2013.06.04 월드비전과 MOU 협약 체결
- 2013.08.01 성상엽 이사장님 취임
- 2014.04.30 SRC E-Library 개관
- 2014.06.26 주한 네덜란드 대사 초청 강연
- 2014.10.07 인조잔디운동장 개장
- 2014.10.17 제9회 취학대상어린이 영어말하기 대회
- 2015.02.13 제47회 졸업식/종업식(졸업생 총 7474명)
- 2015.03.02 입학식(신입생 122명)
- 2015.03.20 신입생환영 Festival
- 2015.05.01 타임캡슐에 제3호 비전선언문 보관
- 2015.05.14 데니스 홍 초청 강연(청원관)
- 2015.10.08 청원 가을 Festival
- 2015.11.30 신입생 추첨(남,여 1.4대 1)
- 2016.03.02 입학식
- 2016.03.25 신입생 환영 페스티발
- 2016.07.12 청원더풀 페스티벌
- 2016.08.30~31 제 26회 청원 음악콩쿨 본선
- 2016.10.14 제 11회 취학대상 어린이 영어말하기대회
- 2017.02.15 제48회 졸업식/종업식
- 2017.09.28 청원가을 페스티발
- 2017.10.28 대교 코러스코리아 은상 수상
- 2018.03.01 제10대 지계환 교장 취임
- 2018.09.03 미국 RICHMOND STREET ELEMENTARY SCHOOL 과 자매결연
- 2018.10.10 대한민국 최초 ADS (Apple Distinguished School) 지정
- 2019.03.01 제11대 황용기 교장 취임
- 2025.12.05 개교 60주년

## 참고 자료
- 청원초등학교 - 한국교육학술정보원 학교알리미